# Кейнре
Кейнре (нід. Kuinre) — село в нідерландській провінції Оверейсел. Входить до муніципалітету Стенвейкерланд.
Його площа становить 13,10 км², а населення станом на 2021 рік складало 930 осіб.
До 1973 року мало статус окремого муніципалітету.

## Галерея

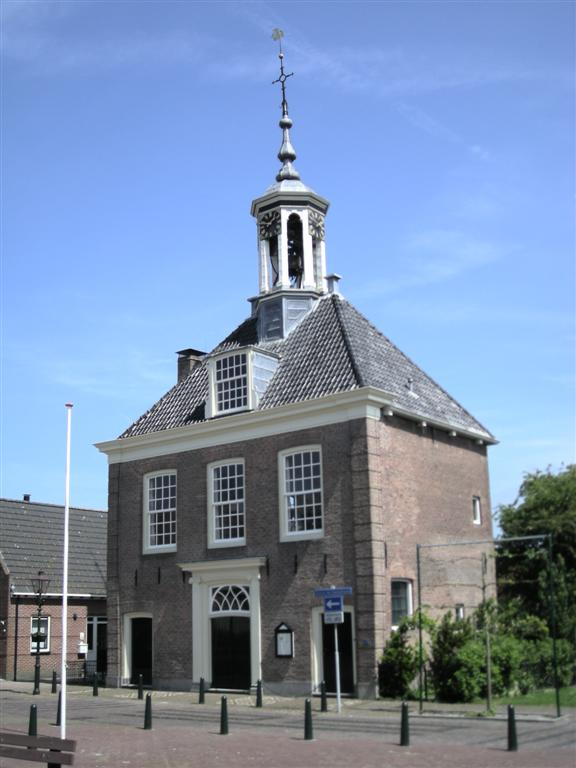
Будівля важниці
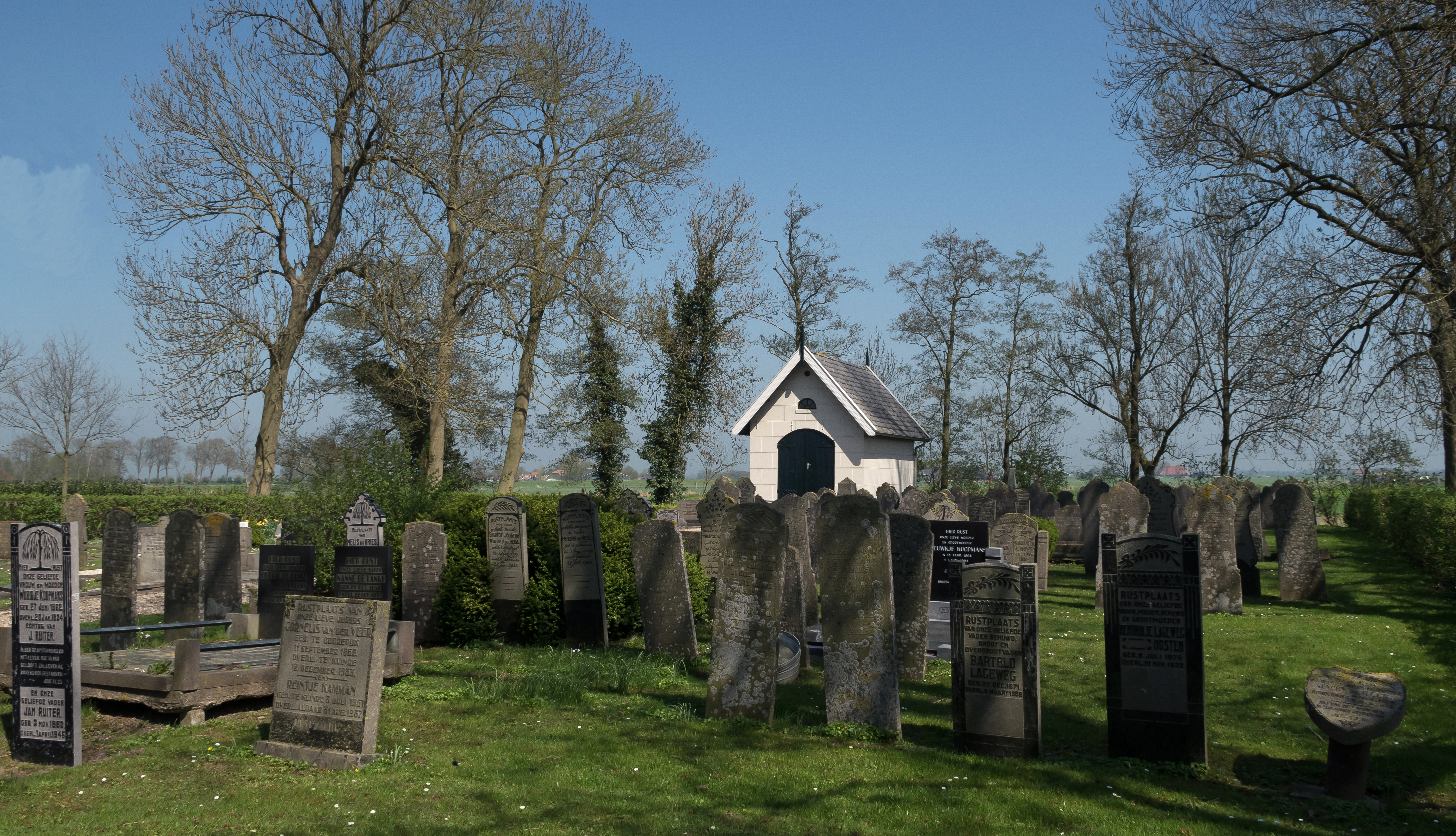
Сільський цвинтар
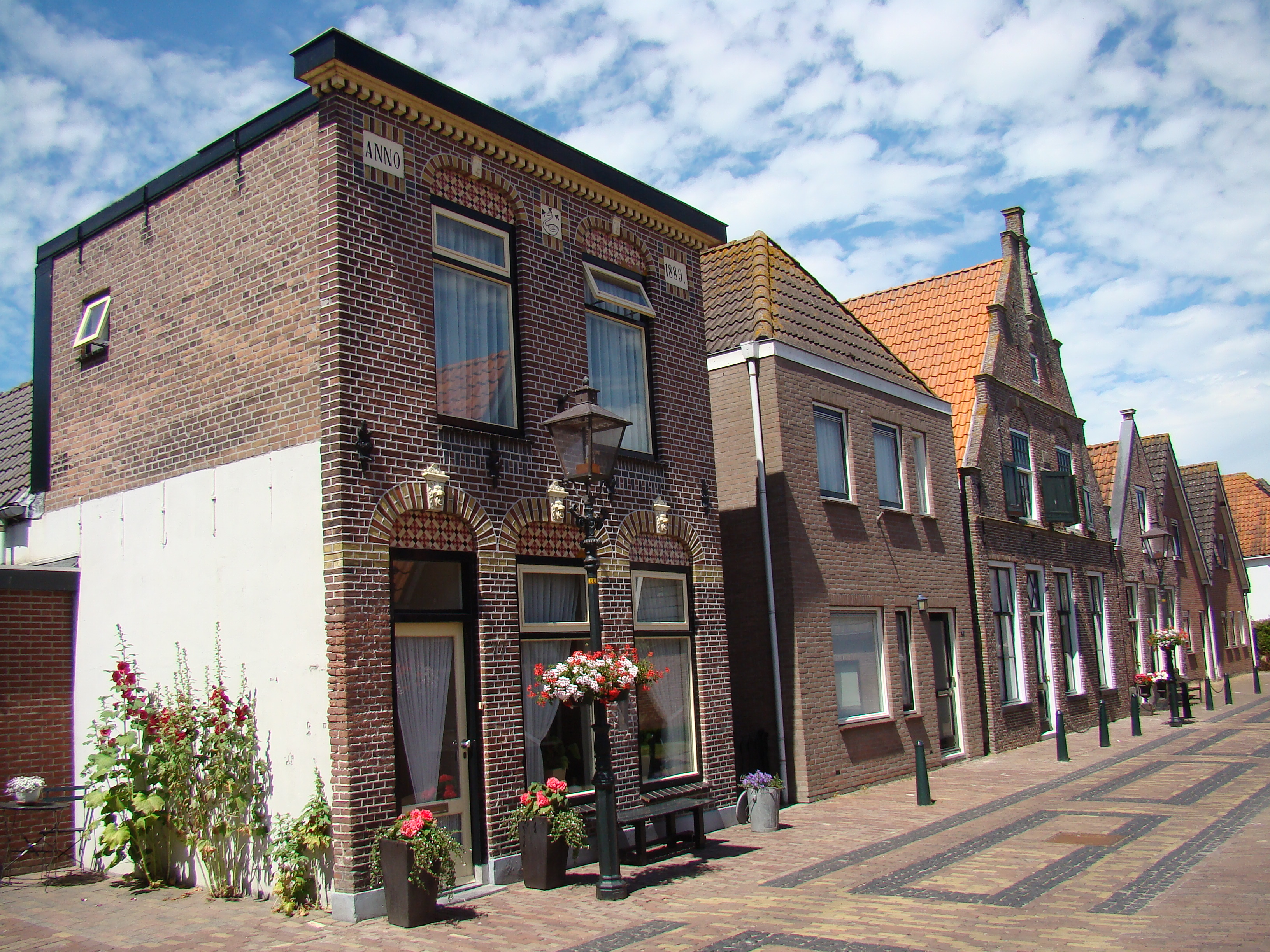
Вулиця Кейнре